# Rarenodia
Rarenodia Venturi, 1975 è un genere di ammoniti della famiglia Hammatoceratidae. Si trova nel "Rosso Ammonitico" umbro-marchigiano (Italia); risale al piano Toarciano (Giurassico inferiore), zona biostratigrafica a Hildoceras bifrons.

## Descrizione

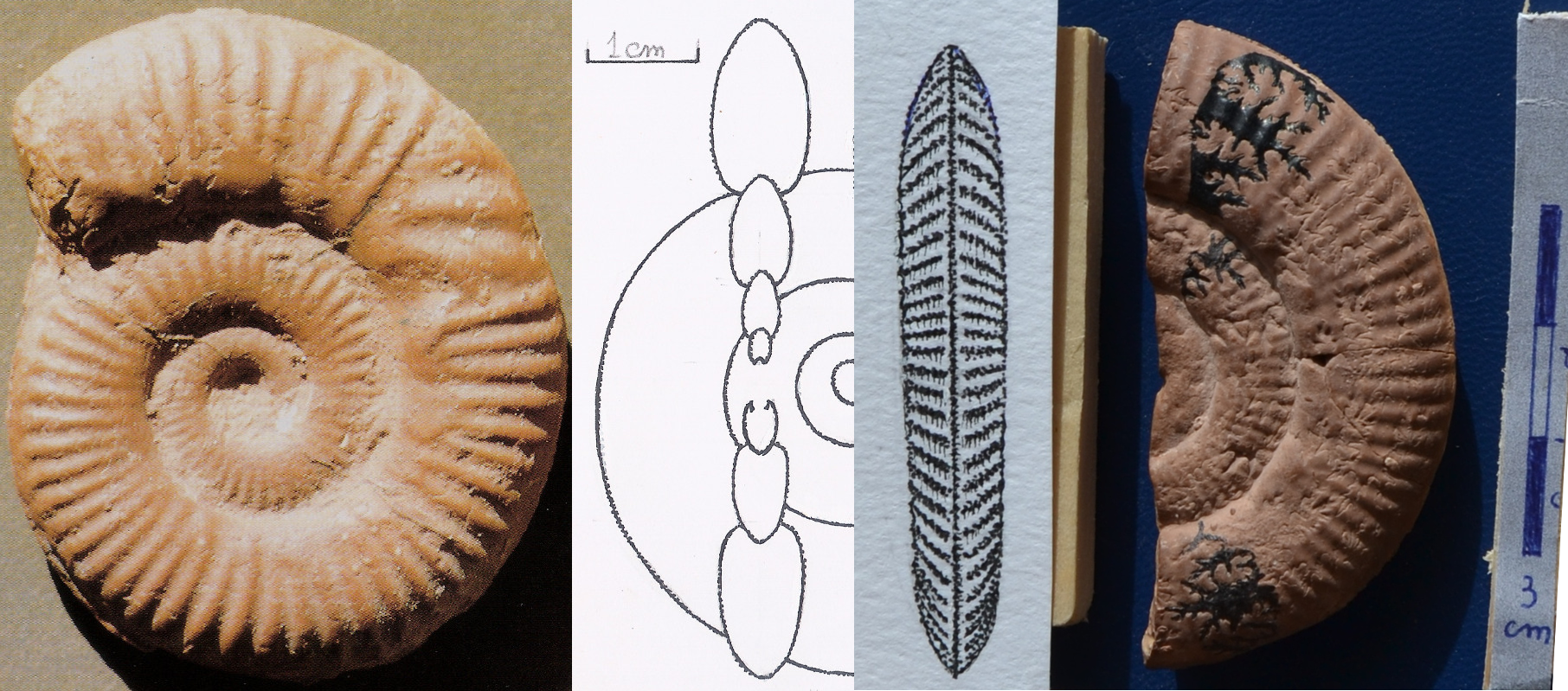
A sinistra esemplare tipo del genere e della specie proveniente dal M. dell'Eremita (Valnerina); a destra esemplare di confronto, proveniente dal "Rosso Ammonitico" delle Marche presso Cantiano. Visibili, il disegno del profilo e la sutura settale annerita da inchiostro di china.

La diagnosi, succinta, è la seguente:

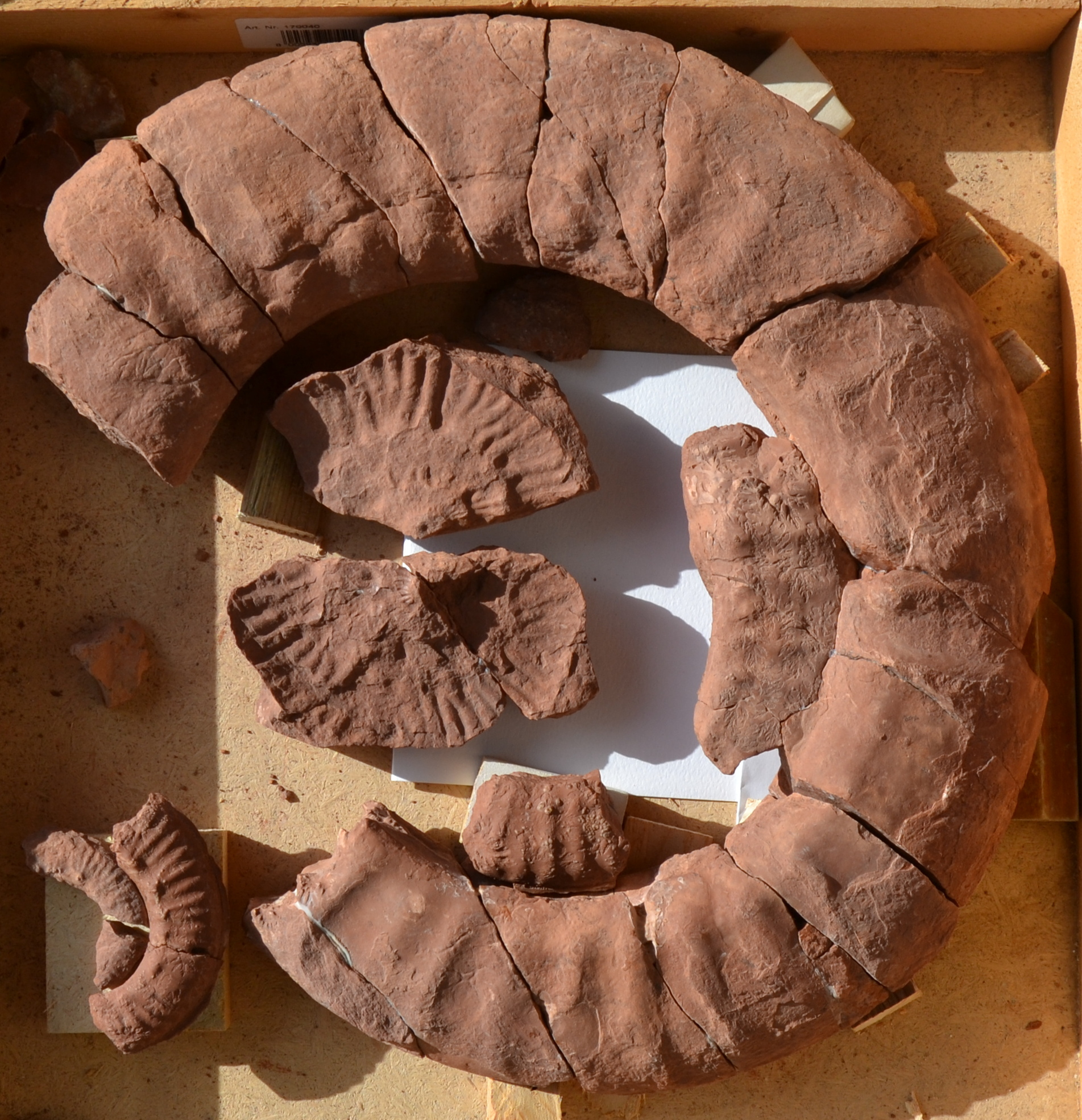
Esemplare proveniente dal "Rosso Ammonitico" di Val Lupo (M. Serano, Trevi). È incompleto però la parte della conchiglia corrispondente alla camera di abitazione, conservata per 3/4 di giro, raggiunge il diametro di 33 cm, per cui è stato calcolato che l'ammonite intero doveva raggiungere i 42 cm e forse anche di più.

Alcuni esemplari raggiungevano dimensioni ragguardevoli; ad esempio, un esemplare proveniente dal "Rosso Ammonitico" di Val Lupo (M. Serano), raffigurato qui a fianco, raggiungeva il diametro di oltre 40 cm. Quando erano di notevoli dimensioni, come nella figura a fianco, le coste, sulla camera di abitazione, diventavano semplici, grossolane e distanziate; molto differenti da quelle presenti sui giri interni. Ciò è stato osservato anche in altri esemplari.

## Distribuzione e habitat
Oltre che in Italia il genere è stato trovato in Ungheria (Monti Gerecse) e in Grecia (Argolide). La segnalazione in Nord America non è ritenuta sicura, perché gli esemplari sono in realtà Phymatoceras omeomorfi, con cui i Rarenodia sono stati confusi. Gli ammoniti del genere sono da considerare quindi del dominio marino tropicale della Tetide mediterranea, assenti in Nord Europa e in altre aree extraeuropee.
Rulleau (2009) ritiene il genere valido, ma Howarth (2013) non è della stessa opinione, perché lo mette in sinonimia con Phymatoceras, malgrado la grande differenza morfologica tra le specie tipo dei due generi.

## Tassonomia
Il genere è stato inizialmente collocato, nel 1975, all'interno della sottofamiglia Hammatoceratinae Buckman(1887) principalmente per l'ornamentazione conchigliare e per le suture settali. Successivamente da Donovan, Callomon e Howarth (1981) è stato posto nei Phymatoceratinae Hyatt 1867. L'opinione degli inglesi è stata contestata di fatto da Geczy, Kovacs e Szente (2008) e da Rulleau (2009) che hanno riportato la posizione del genere dentro gli Hammatoceratinae (o Hammatoceratidae). Infatti la collocazione di Rarenodia dentro gli Hammatoceratidae è motivata dalle numerose differenze morfologiche conchigliari nei confronti di quelle dei Phymatoceras (aspetto dell'area ventrale, delle coste e delle suture settali, che in Rarenodia sono tipicamente hammatoceratine). Tuttavia Howarth (2013) ha confermato la sua idea di porre il genere dentro i Phymatoceratidae e inoltre di considerare il genere sinonimo di Phymatoceras. Per la tassonomia i Rarenodia possono essere considerati un genere che dà nome ad una sottofamiglia inedita, Rarenodinae, con distribuzione stratigrafica ampia: Eorarenodia (Toarciano inferiore), Rarenodia (Toarciano medio) ed Neorarenodia (Toarciano superiore). Per ulteriori dettagli vedere Discussione della voce.

## Filogenesi
I Rarenodia, caratteristici della zona a H. bifrons mediterranea, hanno per i dati appenninici, precursori nella zona a H. undicosta e derivano da forme somiglianti apparentemente ai primi Phymatoceratinae. Il genere è presente anche nel Toarciano superiore.